# Incidente di Palomares

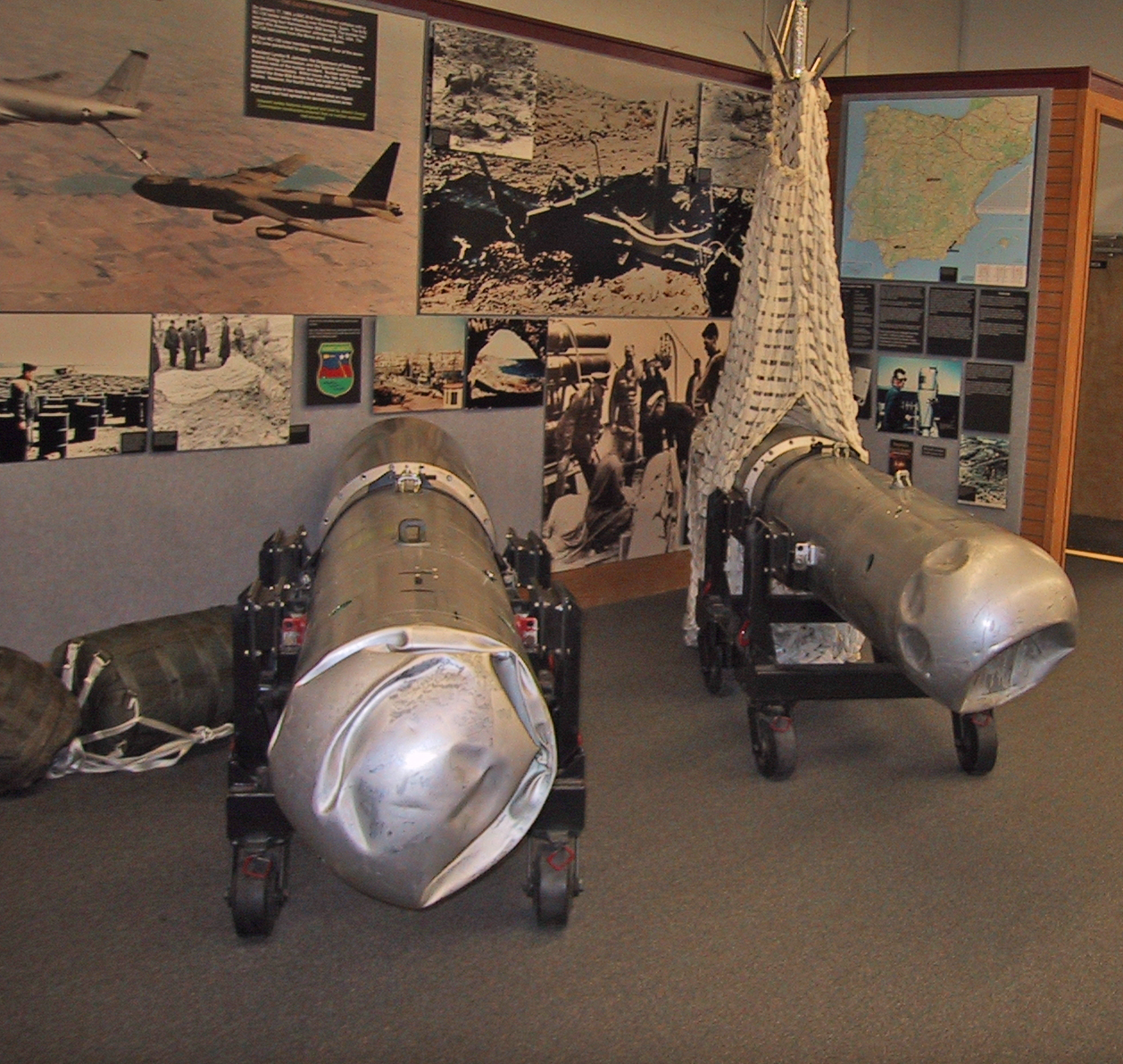
L'involucro di due delle bombe dell'incidente, esposte al National Museum of Nuclear Science and History di Albuquerque.

L'incidente di Palomares è un incidente nucleare occorso nell'omonima località spagnola il 17 gennaio 1966 per una collisione   in volo fra due velivoli dell'aeronautica militare degli Stati Uniti: un'aerocisterna e un bombardiere strategico che trasportava quattro armi nucleari.

## L'accaduto
Il fatto vide implicati un bombardiere strategico B-52 ed un'aerocisterna KC-135 (caricata con 110 000 litri di combustibile) che entrarono in collisione 10 000 metri sopra la costa mediterranea, nel cielo della piccola località andalusa. Il B-52, impegnato in un pattugliamento nell'ambito dell'Operazione Chrome Dome, tornava dalla frontiera turco-sovietica diretto alla Base Aerea di Seymour Johnson a Goldsboro, mentre il KC-135 proveniva dalla base aerea di Morón. La manovra era di routine: i B-52 si rifornivano di combustibile all'andata nella base aerea di Saragozza e al ritorno in quella di Morón.
Il bombardiere trasportava quattro bombe termonucleari Mark 28 (modello B28RI) da 1,5 megatoni ognuna, lunghe 1,5 metri e larghe 0,5 metri, del peso di 800 kg. Due di queste rimasero intatte: una cadde a terra vicino allo sbocco del fiume Almanzora e l'altra in mare. Le altre due bombe caddero senza paracadute, una in un terreno privato e l'altra in una catena montuosa vicina. Si produsse la detonazione dell'esplosivo convenzionale contenuto, che sommata all'impatto violento con il terreno determinò la rottura delle bombe in pezzi provocando la contaminazione radioattiva del suolo, in maniera analoga a una bomba sporca. Le tre bombe che caddero a terra furono localizzate in poche ore, mentre quella che precipitò in mare venne recuperata 80 giorni dopo; all'operazione di recupero partecipò anche il palombaro della marina militare statunitense Carl Brashear, che rimase mutilato ad una gamba.
Nel 2023 il Governo spagnolo, in seguito agli accordi del 2015, chiese agli Stati Uniti d'America di procedere alla rimozione di circa 50 mila metri cubi di terreno contaminato dal mezzo chilogrammo di plutonio disperso nell'incidente.